# Max Tau

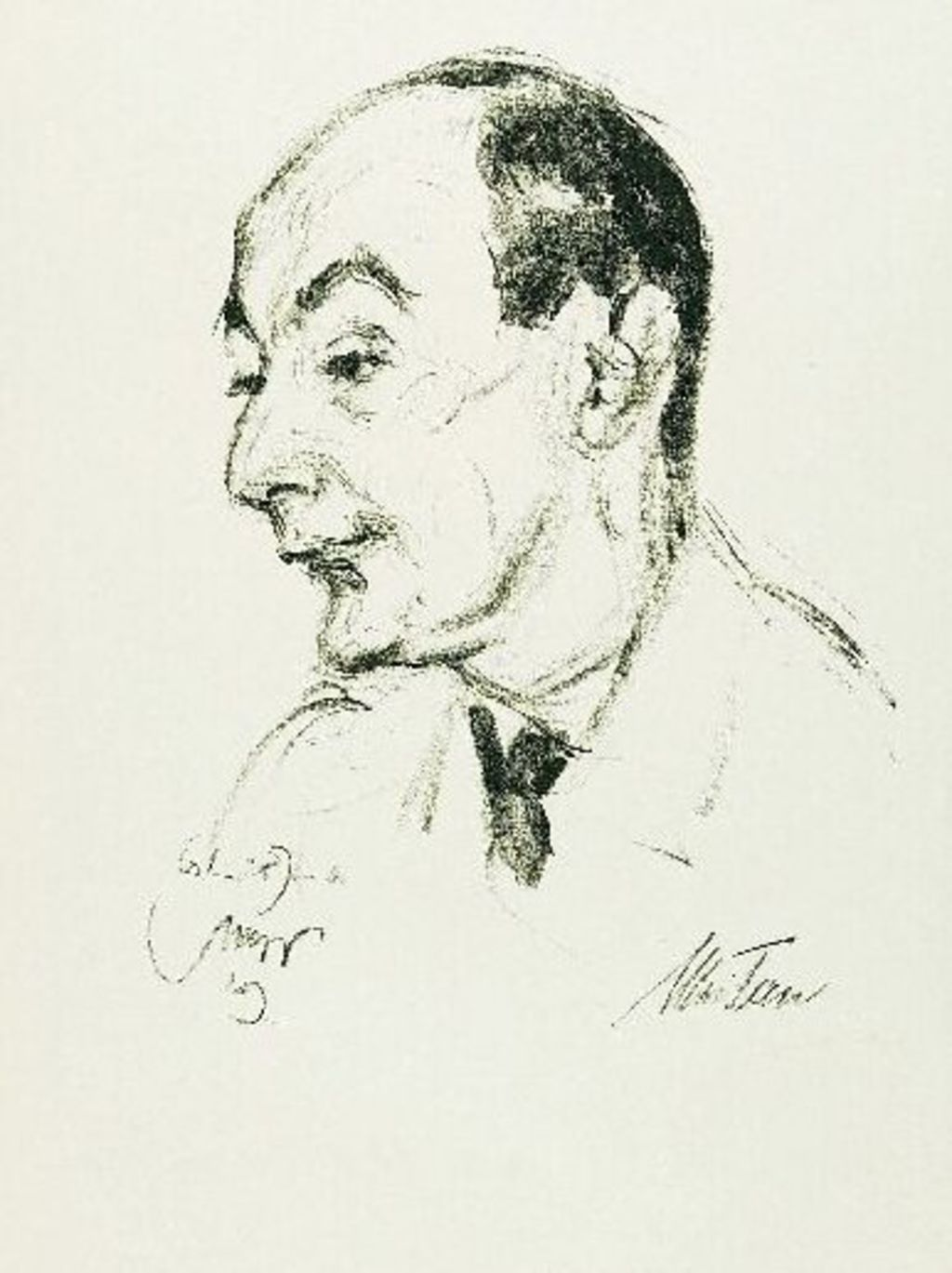
Portret Maxa Taua autorstwa Emila Stumppa, litografia, Berlin, 1929. Ze zbiorów Niemieckiego Muzeum Historycznego w Berlinie

Max Tau (ur. 19 stycznia 1897 w Bytomiu, zm. 13 marca 1976 w Oslo) – niemiecki i norweski pisarz, publicysta i edytor pochodzenia żydowskiego.

## Życiorys
Wychował się w żydowskiej rodzinie, na którą silnie oddziaływały ideały haskali. Szkołę powszechną ukończył w rodzinnym mieście. Studiował germanistykę, historię sztuki, filozofię i psychologię na uniwersytetach w Berlinie, Hamburgu i Kilonii. Doktoryzował się w Kilonii na podstawie rozprawy o Theodorze Fontane. W 1938 wyemigrował do Norwegii, a w 1942 wyjechał do Szwecji. Do Oslo wrócił po zakończeniu wojny. W 1950 przyjął obywatelstwo norweskie. Po wojnie działał na rzecz pojednania norwesko-niemieckiego. Wydawał wielotomową Bibliotekę Pokoju (Die Friedensbücherei).
Od 1944 aż do swojej śmierci był żonaty z norweską dziennikarką i działaczką społeczną – Tove Filseth Tau. 

## Nagrody i wyróżnienie
- 1950 – Nagroda Pokojowa Księgarzy Niemieckich
- 1965 – Nagroda Nelly Sachs
- 1967 – Order Zasługi Republiki Federalnej Niemiec
- 1970 – duńska Nagroda Sonning
- 1974 – Górnośląska Nagroda Kultury

## Twórczość
- Bruno Arndt. Sein Wesen und Werk (Die Zeitbücher, Band 98), Verlag der Fr. Lintz’schen Buchhandlung, Trier 1920
- Landschafts- und Ortsdarstellung Theodor Fontanes, Schwartz, Oldenburg 1928
- Tro paa mennesket, 1946
- Glaube an den Menschen, Herbig Verlagsbuchhandlung, Berlin 1948
- For over oss er himmelen, 1954
- Denn über uns ist der Himmel, Hoffmann und Campe, Hamburg 1955
- Das Land das ich verlassen mußte, Hoffmann und Campe, Hamburg, 1961
- Landet jeg måtte forlate, Aschehoug, Oslo 1961 (norwegische Ausgabe von Das Land das ich verlassen musste, aus dem Deutschen von C.F. Engelstad)
- Ein Flüchtling findet sein Land, Hoffmann und Campe, Hamburg 1964
- En flyktning finder sitt land, Aschehoug, Oslo 1964
- Auf dem Weg zur Versöhnung, Hoffmann und Campe, Hamburg 1968
- Trotz allem! Lebenserinnerungen aus siebzig Jahren, Siebenstern, Hamburg o. J.